# アスクル
アスクル株式会社（英: ASKUL Corporation）は、東京都江東区に本社を置く事務用品を中心とするソフトバンクグループの通信販売会社。
ソフトバンクグループ傘下のLINEヤフーの連結子会社であるが、かつては事務機器メーカープラスの子会社であり、同社のプライベートブランド商品は、プラスの製品が多く、プラスの社内カンパニーでありプライベートブランドであるジョインテックスの商品も取り扱っている。

## 概要
社名の由来は翌日配達、すなわち「明日来る」から転じてアスクルとした。翌日配達が可能なのは、大都市の近く全国7箇所に大規模な物流センターを構えているからである。
通常、メーカーの直接通販では中間業者・小売店を介さないことで中間マージンを減らし、小売価格を下げて消費者へのメリットを訴求することが多い。一方、アスクルでは町の文具店などを敢えてシステムに取り込むことで（代理店として扱い）、中間マージンの発生には目をつぶる一方、既存流通との良好な関係を構築することでメーカーと小売の共存共栄を主眼としている。役割分担としては下記の通り。
- 販売担当店（アスクルエージェント）−新規の顧客獲得の営業活動と、代金回収・債権管理その他顧客ケアを担当
- アスクル（本部）−カタログ作成と商品の受注、発送、個別商品・サービスの問い合わせ等を担当

取扱品目は事務用品中心だが、食品・飲料・日用品などひろくオフィスで働く人の欲しいものをカバーする幅広さがある。
BtoC向けECサービスLOHACOの売上高を、2013年5月期で180億円を見込みたいと発表したものの、実際は1割程度の21億円であった。2年目の2014年5月期の実績は121億円と計画対比120%超を達成した。

## 沿革
- 1963年11月2日 - プラス株式会社の完全子会社として、プラス工業株式会社（現・アスクル株式会社）設立。
- 1986年10月 - 埼玉シルバー精工株式会社が、（新）プラス工業株式会社に商号変更。（旧）プラス工業株式会社は、（新）プラス工業株式会社に営業譲渡して、休眠会社化。
- 1993年3月 - プラス株式会社アスクル事業部が、首都圏の事業所を対象にアスクル事業を開始。（旧）プラス工業株式会社が、リンクス株式会社に商号変更。
- 1997年
  - 2月 - リンクス株式会社が、目的変更の上、アスクル株式会社に商号変更。岩田彰一郎が社長に就任。
  - 3月 - アスクル事業で、インターネットを利用した受注を開始。
  - 5月21日 - プラス株式会社よりアスクル事業を営業譲受し、営業開始。
- 1998年12月 - 個人向け・ SOHO向けショップ「ポータルアスクル」開始。
- 2000年11月 - アスクル株式会社が、ジャスダック市場に上場。
- 2001年9月 - キングジム、住友スリーエムなどのプライベートブランド商品を拡充。
- 2004年
  - 1月 - 医療・介護施設向けに専門カタログ「アスクル メディカル&ケア カタログ」を創刊し、メディカル&ケア事業に参入。
  - 4月 - アスクル株式会社が、東京証券取引所第1部に上場。
  - 10月 - アスクルサイトに「家具ショップ」を新規オープン。
  - 12月 - アスクルサイトに「OAステーション」を新設し、法人向けパソコンの販売を開始。
- 2005年11月 - 医療機関向けに医療材料を取り扱う専門カタログを創刊し、デリバリーサービスを開始。
- 2007年11月 - 個人・SOHO向けショップ「ポータルアスクル」が「ぽちっとアスクル」に再編。
- 2009年
  - 3月 - 自己株式公開買付けを行い、プラス株式会社が親会社でなくなる。
  - 11月10日 - 完全子会社として、アスマル株式会社設立。
- 2010年
  - 2月22日 - 簡易吸収分割を行い、「ぽちっとアスクル」事業をアスマル株式会社が承継。同時にアスマル株式会社へネットプライスドットコム株式会社が20%出資。
  - 9月 - 「ぽちっとアスクル」を「アスマル」としてリニューアル（2012年12月にLOHACOに統合され販売終了）。
- 2012年
  - 5月20日 - ヤフー株式会社を割当先とする第三者割当増資を実施し約329億9900万円を調達。ヤフーが発行済株式総数の42.47%を取得してプラスに変わって筆頭株主となる。
  - 7月 - ネットプライスドットコムとのアスマルをめぐる資本業務提携を解消。アスマル株式を譲り受け、再び完全子会社とする。
  - 11月 - B2C向けECサービスLOHACOをオープン。
- 2013年
  - 2月21日 - アスマル株式会社を吸収合併。
  - 12月 - LOHACO内に、医薬品専門店の「ロハコドラッグ」オープンし、医薬品のネット通販に参入。
- 2014年7月 - 法人向けサービス強化拡充に向け、弁当宅配事業「ごちクル」を展開するスターフェスティバル株式会社と業務・資本提携契約締結。プラス株式会社の株式売却により、同社がその他関連会社でなくなる。
- 2015年12月 - 「アスクル福岡センター」を移転・拡充した「ASKUL Logi PARK 福岡」が稼動。
- 2016年
  - 5月 - 同年7月より、医薬品・医療機器販売開始をすることを発表。
  - 6月 - 2017年12月より稼働予定の物流拠点「ASKUL Logi PARK 関西」新設を発表。
  - 8月 - LOHACOにて、1時間単位の受取り時間指定が可能なサービス「Happy On Time」を開始。
- 2017年
  -  2月 - 埼玉県三芳町の倉庫「ASKUL Logi PARK 首都圏」で火災が発生、在館者全員が屋外に避難したが初期消火時に2名が負傷した。[5]発生から鎮火に至るまで12日間を要した。[6]倉庫内に貯蔵されていたスプレー缶などに含まれる可燃性のある危険物の総量が、法律で定めた基準を数倍上回っていた疑いがあることがわかった。4月には警察が消防法違反の疑いで本社を捜索し[7]、7月には倉庫の運営管理を担う子会社「アスクルロジスト」と、倉庫の管理責任者を務めていた男性を同法違反の疑いで書類送検した[8]。またこの影響で販売が長期にわたって滞り、顧客が他社の利用へ移るなど同社は甚大な被害を受けた。2023年4月26日、東京地方裁判所は資源回収業者「宮崎」の従業員が運転していたフォークリフトが車体に段ボールを巻き込み、出火したことが火災の原因と認定し、同社に約51億円の賠償を命じた[9]。
  - 4月 - LOHACOのマーケティング思想を実現する新発想の新物流拠点「ASKUL Value Center日高」新設。
  - 5月 - ペット用品eコマース大手、株式会社チャームを完全子会社化。
  - 7月 - セブン&アイ・ホールディングスとのネット通販事業での業務提携を発表。両社の通販サイトで互いの商品を扱うほか、共同で食材の宅配事業に取り組む[10]。
  - 10月 - セブン&アイ・ホールディングスと協同して生鮮EC「IYフレッシュ」を11月28日より開始することを発表。
  - 11月 - 「2030年 CO2ゼロチャレンジ」実現へ向け、日本で初めて「RE100」「EV100」二つの国際ビジネスイニシアチブに加盟。
- 2018年
  - 1月 - 埼玉県日高市と「災害時の食糧等の提供に関する協定」を締結。大阪府吹田市、吹田ロジスティック特定目的会社と「災害時における救援物資拠点場所の提供協力に関する協定」を、大阪府吹田市と「災害時における物資の提供協力に関する協定」を締結。
  - 2月 - 「ASKUL Value Center関西」稼働開始。
- 2019年
  - 7月 - アスクルが、筆頭株主のヤフーの経営陣と対立している旨を発表した[11][12][13]。7月24日にヤフー[14] とプラス[15] が創業社長の岩田彰一郎の再任に反対の議決権行使を行い、8月2日の株主総会で岩田彰一郎と独立社外取締役3人が退任した[16][17]。2019年度の Adobe Experience Maker Awardを受賞。
  - 10月1日 - ヤフーの持株会社化に伴い、アスクルの筆頭株主並びに親会社がZホールディングスに変更[2]。
- 2021年1月 - ヤフー、アスクル、出前館のZホールディングスグループ3社による日用品のクイックコマース「Yahoo!マート by ASKUL(Yahoo!マート)」を開始[18]。
- 2023年11月9日 - 同日までにLOHACOの直営サイト（本店）とYahoo!ショッピングにて展開している分店2店舗（LOHACO Yahoo!店・LOHACO お取り寄せYahoo!店）を統合する予定[19]。

## 物流センター
- DCMセンター - 東京都江東区青海
- 新砂センター - 東京都江東区新砂
- Logi PARK 横浜 - 神奈川県横浜市鶴見区生麦
- Logi PARK 福岡 - 福岡県福岡市東区みなと香椎
- ASKUL Value Center 日高 - 埼玉県日高市大字上鹿山字茗荷沢
- ASKUL Value Center 関西 - 大阪府吹田市岸部南3丁目34-1
- 大阪DMC - 大阪府大阪市此花区北港緑地
- 仙台DMC - 宮城県仙台市宮城野区仙台港北
- 名古屋センター - 愛知県東海市浅山

## 関連会社
- ビジネスマート株式会社 - エージェント（代理店）。2005年5月に完全子会社化。
- ソロエル株式会社（旧ASKUL e-Pro Service株式会社） - 2002年11月設立。
- ASKUL LOGIST株式会社（旧Bizex株式会社） - 配送会社、物流センター運営も管轄。2009年4月21日、プラスロジスティックス株式会社の新設分割で設立され、完全子会社化。
- 株式会社アルファパーチェス - 2010年11月に子会社化
  - 愛抜愜斯（上海）貿易有限公司

## CMキャラクター
- 榮倉奈々（2015-　LOHACO）

## テレビ番組
- 日経スペシャル ガイアの夜明け “お届け”で心つかみます～通販３兆円市場の差別化新戦略～（2007年3月13日、テレビ東京）[20]。- 「アスクル」の最新戦略を取材。
- 日経スペシャル カンブリア宮殿 日本流の顧客主義を見よ! ～進化するアスクルの全貌～（2012年7月19日、テレビ東京）- アスクル 社長 岩田彰一郎出演[21]。

## 書籍

### 関連書籍
- 『アスクル 顧客と共に“進化"する企業』（著者:井関利明 緒方知行、編者:『2020AIM』編集部）（2001年2月7日、PHP研究所）ISBN 9784569613239
- 『流通激震！これからの「勝ち組」戦略』（著者:月泉博）（2001年3月19日、日本実業出版社）ISBN 9784534032065 - ユニクロ、アスクル、しまむら、トイザラスなど、「独り勝ち」企業の理由を探る
- 『戦略的データマイニング アスクルの事例で学ぶ』（著者:池尾恭一 井上哲浩）（2008年4月28日、日経BP社）ISBN 9784822246648
- 『最先端の物流戦略 アマゾン、ヨドバシ、アスクル』（著者:角井亮一）（2024年2月19日、PHP研究所）ISBN 9784569856551

## その他
- 一時、冊子のカタログを廃止したが、ユーザーの反対意見が多数に上ったため、すぐ復活した